# Raseggbach
Der Raseggbach ist ein Bach in der Gemeinde Kals am Großglockner (Bezirk Lienz). Der Bach entspringt östlich des Kals-Matreier-Törl-Hauses (Granatspitzgruppe) und mündet nördlich zwischen Ködnitz und Lana in den Kalserbach. Der Flurname Raseggbach leitet sich entweder vom romanischen „rivus siccus“ (Dürrenbach) oder vom slawischen „raz-sěk“ (Einhieb = Rodung) ab.

## Verlauf
Der Raseggbach speist sich aus mehreren Quellbächen, die zwischen der Gornalm im Süden, dem Kals-Matreier-Törl-Haus im Westen und dem Ganotzegg im Norden entspringen. Nach der Vereinigung dieser Quellbäche fließt der Raseggbach nach Osten, passiert südlich den Bauernhof Tembler (Großdorf) und mündet zwischen Ködnitz im Norden und Lana im Süden bzw. dem gegenüberliegenden Lesach rechtsseitig in den Kalserbach ein.